# Szlak pieszy nr 1001
 Szlak Leśny przez Pojezierze Warnowsko-Kołczewskie, szlak pieszy nr 1001 – znakowany jednoetapowy szlak turystyczny w województwie zachodniopomorskim, długości 19 km, na terenie Wolińskiego Parku Narodowego i wyspy Wolin. Szlak rozpoczyna się w centrum Międzyzdrojów i prowadzi przez lasy mieszane Wolińskiego Parku Narodowego koło Pokazowej Zagrody Żubrów, a następnie wzdłuż będących kryptodepresjami jezior rynnowych obwodu ochronnego Warnowo i wokół półwyspu na Jeziorze Czajcze. Znad Jeziora Czajcze szlak prowadzi brzegami jeziora Żółwińskiego i Jeziora Kołczewo przez Kołczewo, na północ od którego, na węźle szlaków w Świętouściu, kończy się przy Szlaku Nadmorskim. Szlak przebiega przez najcenniejsze przyrodniczo obszary leśne Wolińskiego Parku Narodowego, a jeziora przy szlaku są miejscami badań archeologicznych. 

## Przebieg szlaku
Szlak rozpoczyna się w Międzyzdrojach w pobliżu dyrekcji Wolińskiego Parku Narodowego i Muzeum Przyrodniczego Wolińskiego Parku Narodowego i prowadzi wspólnym odcinkiem z Pomorską Drogą Świętego Jakuba do początku  Szlaku przez Kawczą Górę koło Pokazowej Zagrody Żubrów (1,5–2,0 km), a następnie do Warnowa (6,0 km). Rozpoczynający się przy szlaku na skrzyżowaniu dróg w Warnowie krótki  szlak czarny nr 1005, długości 600 m, łączy szlak zielony z stacją kolejową w Warnowie. Po przejściu skrzyżowania w Warnowie szlak zielony prowadzi przez obszar Obwodu Ochronnego Warnowo lasami bukowo-sosnowymi oraz wzdłuż ciągu jezior rynnowych Warnowskie, Rabiąż i Czajcze (6,0 km), których dna znajdują się poniżej poziomu morza. Szlak nad brzegiem jeziora Czajcze prowadzony jest wokół rozdzielającego jezioro na dwie części półwyspu, do znajdujących się na jego szczycie pozostałości grodziska. Znad Jeziora Czajcze szlak, opuszczając Woliński Park Narodowy, prowadzi brzegiem jeziora Żółwińskiego, poprzez mostek nad kanałem łączącym jeziora Żółwińskie i Kołczewo i terenami leśnymi do Kołczewa (13,3 km). Szlak prowadzony jest ulicami Kołczewa obok XIX-wiecznego kościoła, aby wyjść z miejscowości polną drogą. Szlak kończy się przy Nadmorskim Szlaku Turystycznym na węźle szlaków w Świętouściu, przy drodze wojewódzkiej nr 102.

## Miejsca na szlaku

### Pokazowa Zagroda Żubrów
Znajdująca się ok. 1,3 km od centrum Międzyzdrojów Pokazowa Zagroda Żubrów Wolińskiego Parku Narodowego określana jest przez władze Wolińskiego Parku Narodowego jako jego największa atrakcja turystyczna. Pokazowa Zagroda Żubrów przyczynia się do największej popularności szlaku zielonego ze wszystkich szlaków w wytyczonych w Wolińskim Parku Narodowym.
Zagroda zajmuje obszar o powierzchni 28 ha i służy do zamkniętej hodowli żubrów, które w warunkach naturalnych Wolińskiego Parku Narodowego nie mogłyby funkcjonować na wolności. W zagrodzie na wydzielonym obszarze ok. 20 ha przebywa 6–12 żubrów, a pozostała część zagrody przeznaczona jest do rekonwalescencji chorych dużych ssaków i ptaków. Turyści mogą obserwować zwierzęta z pomostów widokowych, wstęp na teren zagrody jest odpłatny.

### Obwód ochronny Warnowo
Obwód ochronny Warnowo należą do najcenniejszych przyrodniczo obszarów chronionych Wolińskiego Parku Narodowego. Pokrywają go stare lasy mieszane bukowo-sosnowe, w których występują też 300-letnie dęby. Kombinacja jezior połączonych Lewieńską Strugą tworzy dobre warunki do bytowania licznych gatunków zwierząt wodnych oraz ptaków, a otaczające jeziora lasy stanowią ostoję i miejsce rozmnażania się ssaków i ptaków.

### Jezioro Czajcze
Szlak wytyczony wzdłuż brzegów wcinającego się w jezioro Czajcze półwyspu pozwala dokładnie obejrzeć brzegi drugiego co wielkości jeziora Wolińskiego Parku Narodowego. Półwysep, będący byłą wyspą jeziorną, wyraźnie dzieli jezioro Czajcze na dwie części. Jezioro stanowi rejon występowania licznych gatunków ptaków. Strome wydmowe brzegi jeziora porośnięte są potężnymi drzewami, a wschodnie brzegi charakteryzują się bogactwem roślinności nawodnej. Wytyczona nad brzegiem jeziora ścieżka dydaktyczna, której przebieg częściowo pokrywa się z zielonym szlakiem, umożliwia dokładniejsze zapoznanie się charakterem półwyspu i roślinności jeziora.
Atrakcją turystyczną Jeziora Czajcze są położone na szczycie półwyspu pozostałości wałów obronnych z okresu pełnego średniowiecza, zbudowanych przez plemiona słowiańskie Rolę ufortyfikowanej wyspy jako miejsca schronienia ludności w okresie najazdów upamiętnia kamienny Pomnik Tysiąclecia, umieszczony na wysokim cyplu półwyspu. Tuż przy brzegu półwyspu znajduje się „Wydrzy Głaz” – bardzo duży polodowcowy głaz wystający ponad 1 m nad powierzchnię wody, naniesiony w okresie ostatniego zlodowacenia.

### Stanowiska archeologiczne w rejonie jezior Żółwińskiego i Kołczewo
Badania archeologiczne przeprowadzone w 1953 roku i 1980 roku pozwoliły ustalić na obszarze odkrytych wcześniej pozostałości wczesnośredniowiecznej osady zlokalizowanej na północnym brzegu jeziora Kołczewo ślady osadnictwa z epoki brązu, natomiast nad jeziorem Żółwińskim – datowane na przełom epoki brązu i żelaza cmentarzysko kultury łużyckiej. Badania palinologiczne rejonu Kołczewa wskazują na znaczną przerwę w osadnictwie człowieka w północno-wschodniej części wyspy Wolin pomiędzy szybkimi zmianami związanymi z wycinaniem lasów w okresie 4800–4600 BP, a kolejną fazą presji człowieka w okresie 4400–3900 BP.